# Warszewo (Szczecin)
Warszewo (do 1945 niem. Warsow) – część miasta i osiedle administracyjne Szczecina, będące jednostką pomocniczą miasta, część miasta położona w rejonie Północ. Warszewo jest położone na Wzgórzach Warszewskich na wysokości 110 m n.p.m. – częściowo na Płaskowzgórzu Warszewskim, o 85 metrów wyżej niż Śródmieście. Administracyjnie do Warszewa należą także sąsiednie osiedla: na południu – Stoki oraz Odolany i na północy – Podbórz. Północno-wschodnia część Warszewa jest niezabudowana. W północnej części osiedla – Puszcza Wkrzańska.
Według danych z 2021 r. na osiedlu na pobyt stały zameldowane były 11 432 osoby.

## Historia
Osada powstała w XIII wieku jako owalnica, co można odczytać do dziś z układu ulic Poznańskiej i Szczecińskiej. W 1271 książę Bogusław IV darował Warszewo klasztorowi cysterek. Akt ten został potwierdzony na piśmie z 1276. Nazwa Warszewo wywodzi się od staropolskiego imienia „Warsz” (identycznie jak Warsz „warszawski”). W źródłach najstarsze zapisy:
- 1261 – Warsowe
- 1271 – Warsouu
- 1335 – Warsow

Nazwa niemiecka Warsow jest formą zgermanizowaną nazwy słowiańskiej.
Warszewo zostało włączone w granice miasta w 1939 r. w chwili utworzenia tzw. Wielkiego Miasta Szczecina. Najstarszą częścią osiedla są zabudowania skupione wokół ulic Szczecińskiej, Poznańskiej i Miejskiej. Od końca lat 90. XX wieku osiedle jest rozbudowywane. Na osiedlu miała swoją siedzibę lokalna stacja radiowa – Radio Plama.

## Samorząd mieszkańców
Rada Osiedla Warszewo liczy 15 członków. W wyborach do rad osiedli 20 maja 2007 roku udział wzięło 249 głosujących, co stanowiło frekwencję na poziomie 5,75%. W wyborach do rady osiedla 13 kwietnia 2003 udział wzięło 319 głosujących, co stanowiło frekwencję 10,22%.
Samorząd osiedla Warszewo został ustanowiony w 1990 roku.

## Komunikacja

### Drogi
- do osiedli Niebuszewo i Arkońskie-Niemierzyn – ul. Duńska,
- do osiedli Niebuszewo i Żelechowa – ul. Rostocka,
- do osiedli Niebuszewo i Żelechowa – ul. Kresowa,
- do osiedla Żelechowa – ul. Łączna,
- do osiedla Arkońskie-Niemierzyn – ul. ks. Dzierżonia i ul. Wiśniowy Sad,
- do osiedla Osów (Szczecin) – ul. Miodowa oraz ciąg ulic Wapienna, Północna i Andersena,
- w kierunku północnym – ul. Podbórzańska (kier. gmina Police: Leśno Górne, Siedlice – dojazd drogami gruntowymi Puszczy Wkrzańskiej).

### Komunikacja miejska
Komunikacja miejska w Policach i Szczecinie – opis w artykule „Komunikacja autobusowa w Szczecinie”. Linie autobusowe SPPK Police i ZDiTM Szczecin:
- 57 z pętli Warszewo przez ulicę Rostocką do pętli Kołłątaja w Szczecinie (Niebuszewo-Bolinko),
- 68 z pętli Przepiórki przez ulicę Królewskiego do placu Rodła w Szczecinie (Centrum),
- 87 z pętli Podbórz przez ulicę Duńską do pętli Owocowa Dworzec
- 99 z pętli Kołłątaja przez ulicę Duńską do Zajezdni Golęcin
- 522 (nocna) z pętli Warszewo przez ulicę Rostocką do osiedla Załom-Szczecin (Prawobrzeże),
- 530 (nocna) z pętli Podbórz przez ulicę Duńską do placu Rodła.

## Sport
W szczecińskiej Środowiskowej Lidze Futsalu (ŚLF) oraz w lidze TKKF występują drużyny amatorskiego klubu sportowego Wicher ZRIB Warszewo.
Wicher Warszewo powstał w sezonie 2003/2004, ewoluując z drużyny Dziewiątka. Przez dwa sezony gra w ramach rozgrywek Uhlsport Ligi. W sezonie 2005/2006 w II. lidze Środowiskowej Ligi Futsalu zajął 3. miejsce, w play – offach przegrywając awans do I. ligi. W Sezonie 2006/2007 Wicher nie zawiódł i awansował do 1 ligi zajmując 2 miejsce w ogólnej klasyfikacji. W sezonie 2007/8 Wicher wystąpił już jako pierwszoligowiec. Zakończył rozgrywki na 9 pozycji i tym samym zmuszony był do rozegrania meczu barażowego o utrzymanie się z 4. drużyną II ligi Ekoserwisem. Wynik spotkania 5:3 dla Wichra. Sezon 2008/9 to słaba runda jesienna i bardzo dobra wiosenna co pozwoliło zająć 7. pozycję (na 12 drużyn). Po niezbyt udanym sezonie w Szczecińskiej Lidze Szóstek (6. miejsce w III lidze, 32 punkty, 137 bramek zdobytych, 114 straconych), w październiku 2009 drużyna przystąpiła po raz kolejny do rozgrywek ŚLF.
Sezon 2009/10 drużyna zakończyła na 9 miejscu i konieczne było rozegranie spotkania barażowego z Time Out, zespołem, który zajął 4. miejsce w II lidze. Spotkanie zakończyło się wygraną i utrzymaniem Wichra w I lidze.
Sezon 2010/11 to perturbacje organizacyjne ŚLF i ostatecznie likwidacja ligi futsalu. Wicher Warszewo rozpoczyna grę w II lidze nowo powstałej Szczecińskiej Ligi Piłki Nożnej www.slpn.szczecin.pl. Sezon zakończony został na niechlubnym 8. miejscu.
Sezon 2011/2012 Wicher Warszewo rozpoczyna ponownie w futsalu w ramach SLPN w II lidze, którą kończy na 2. miejscu z awansem do I ligi.
Sezon 2012/2013 warszewska drużyna rozpoczyna w ekstralidze futsalowej SLPN (zmieniono nomenklaturę, liga druga zmieniła się w I, a pierwsza w ekstraligę) by zakończyć go na 10 miejscu (na 14 zespołów).
W sezonie 2013/2014 kolejny raz Wicher rozpoczyna w ekstralidze futsalu SLPN, która liczy w tym sezonie 12 drużyn.
Wicher Warszewo jest najdłużej nieprzerwanie występującą (pod jedną nazwą) drużyną w amatorskich rozgrywkach futsalu na terenie Szczecina.

## Zdjęcia

Warszewo (Szczecin)
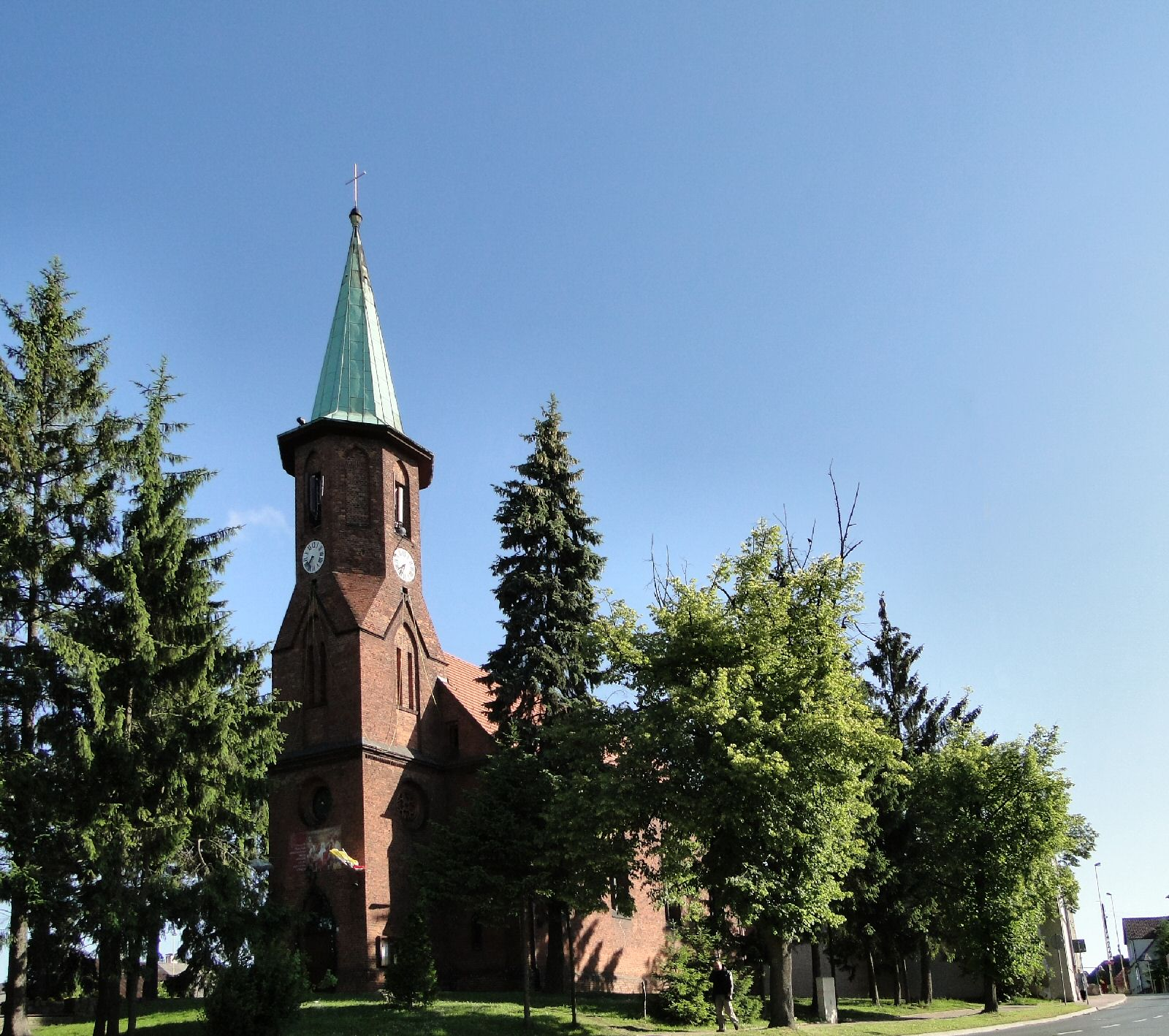
Kościół przy ul. Szczecińskiej
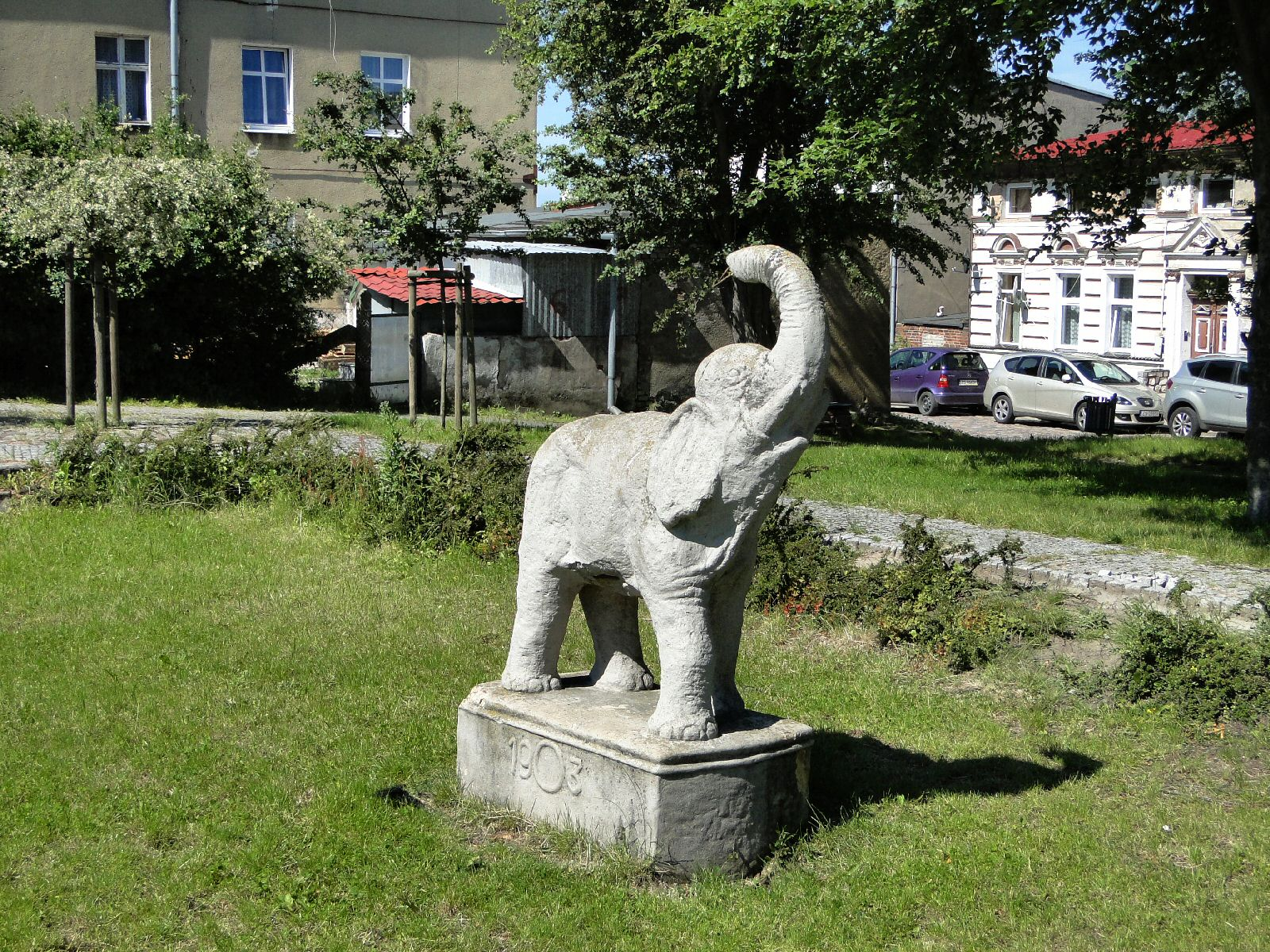
Pomnik słonia
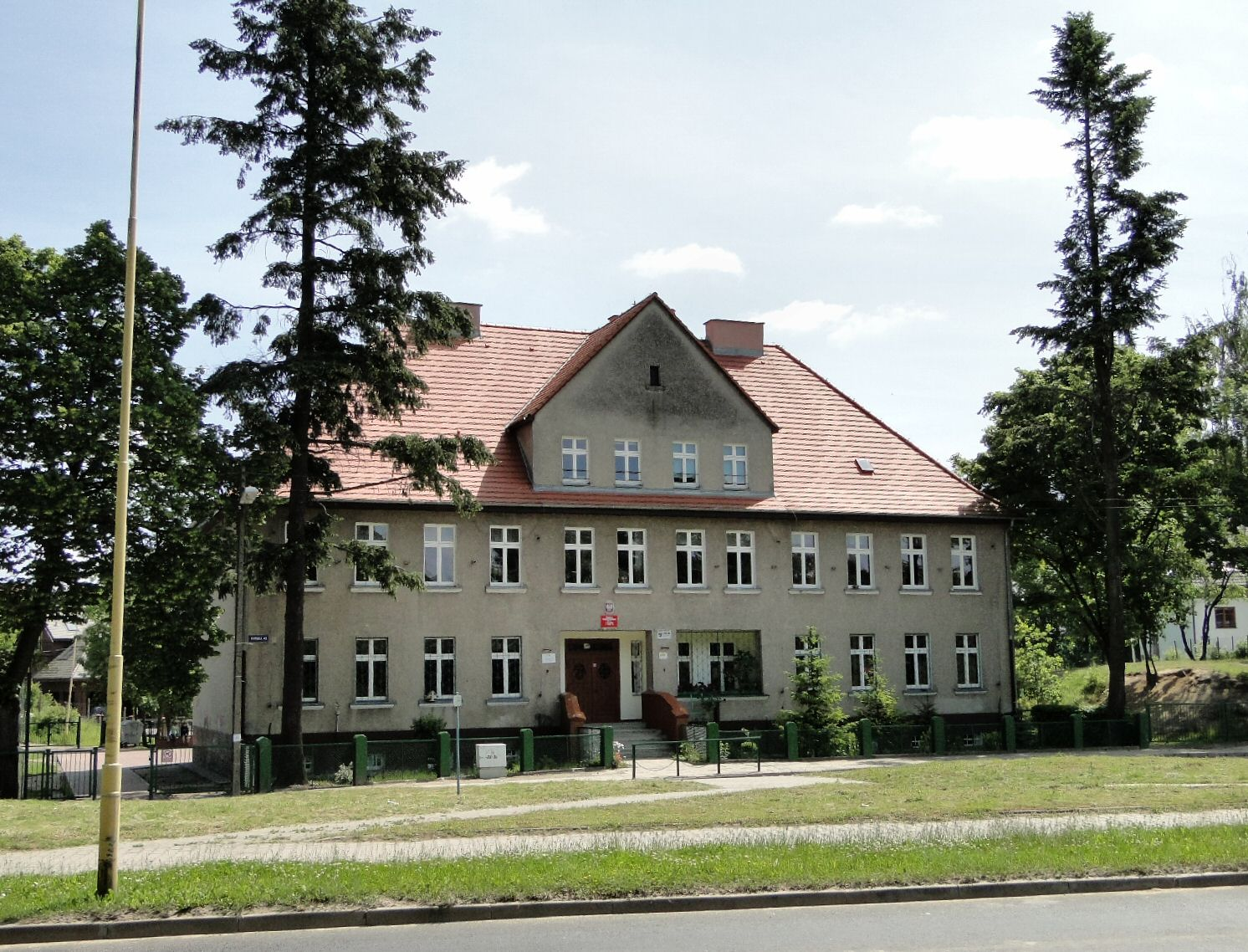
dawne SP7
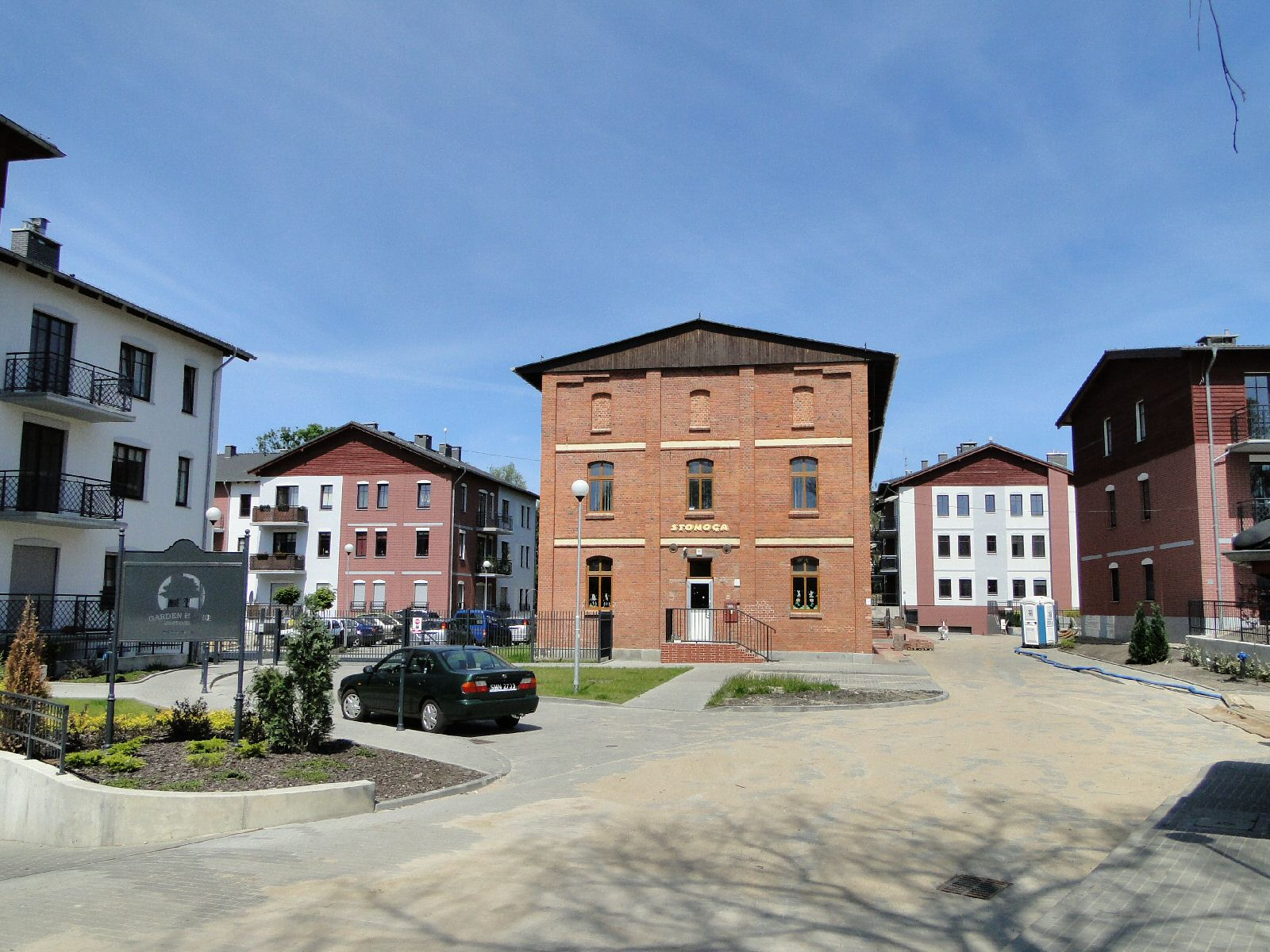
Osiedle Garden House
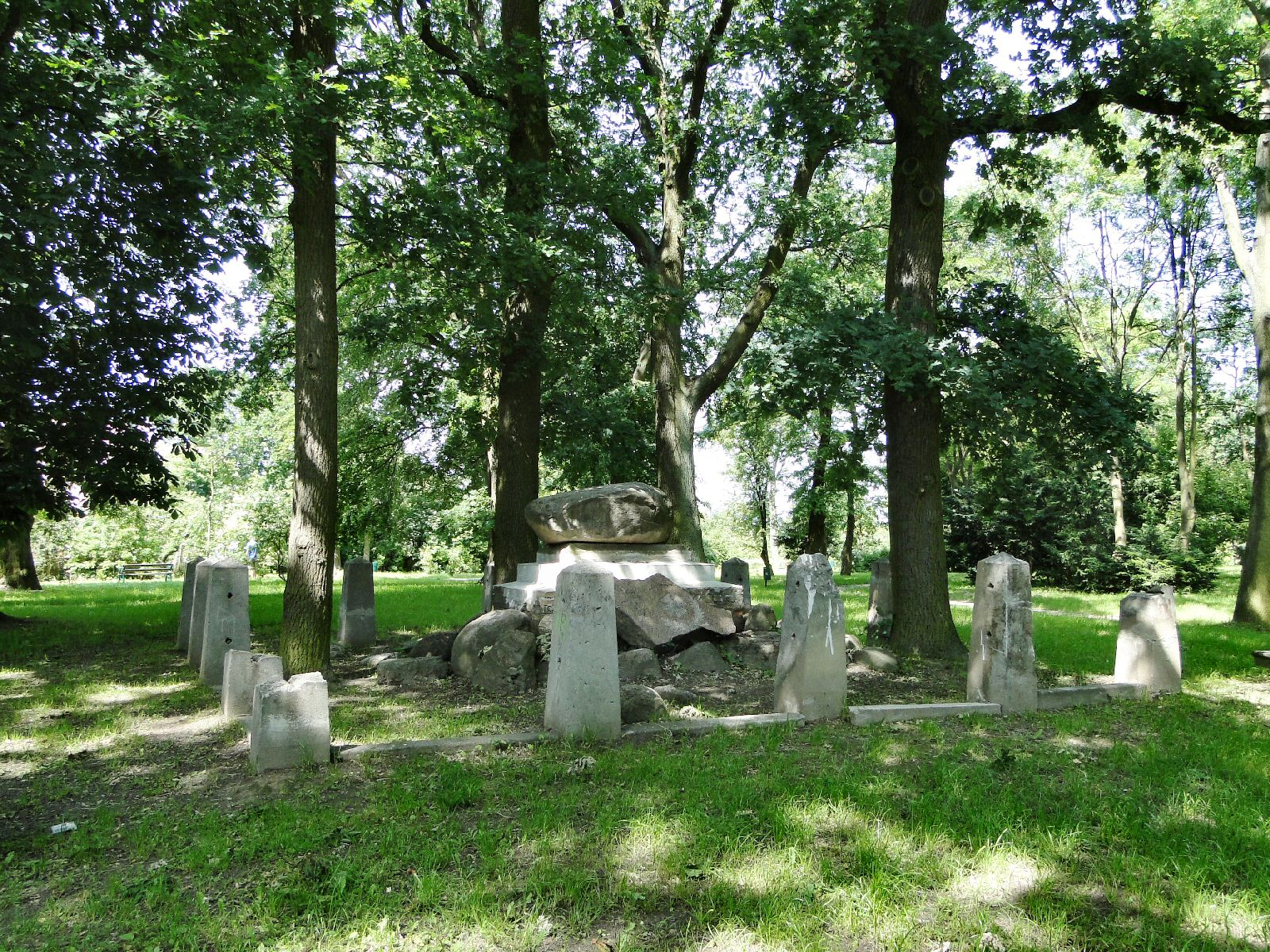
Lapidarium
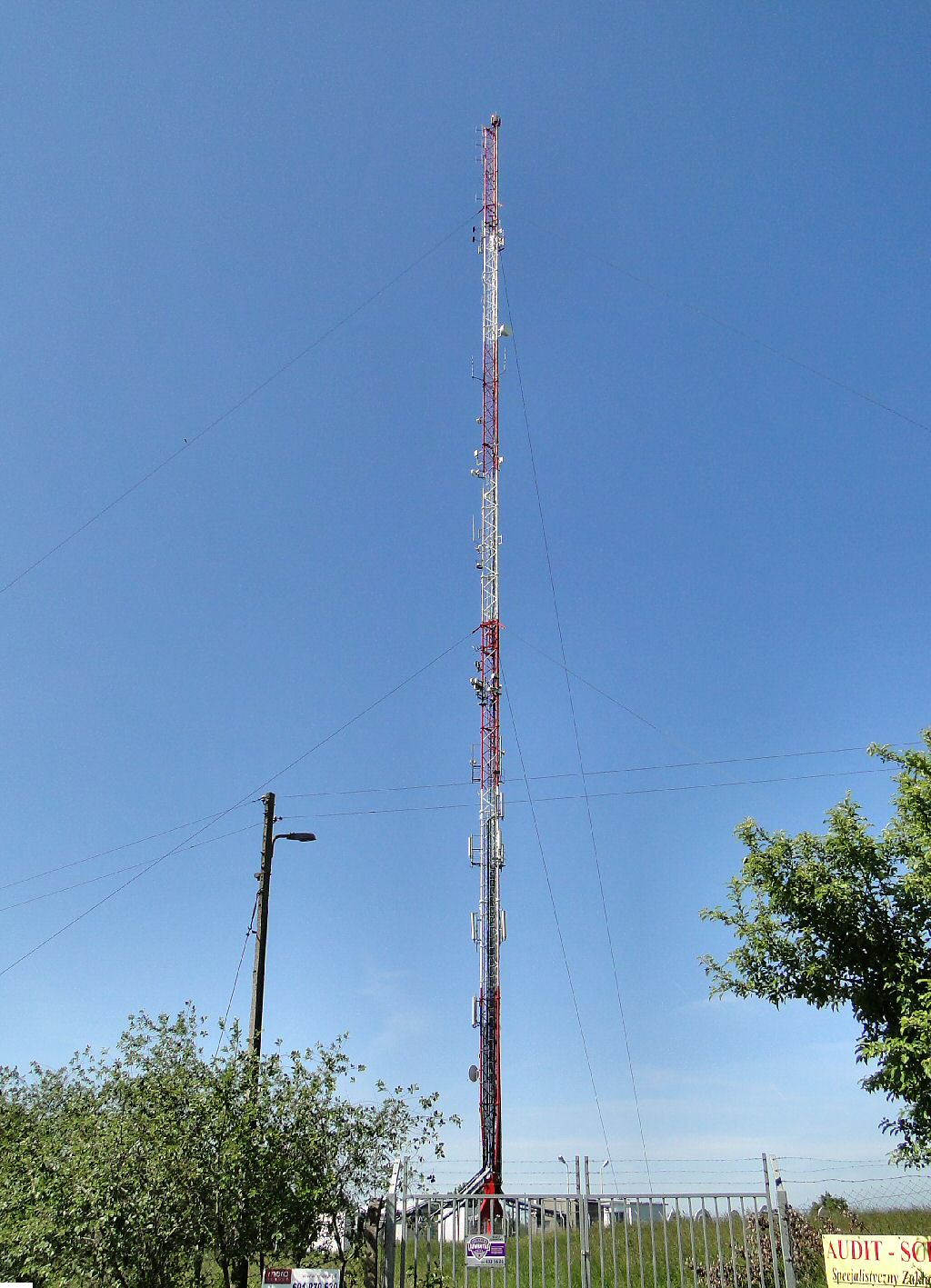
Maszt RSN Warszewo
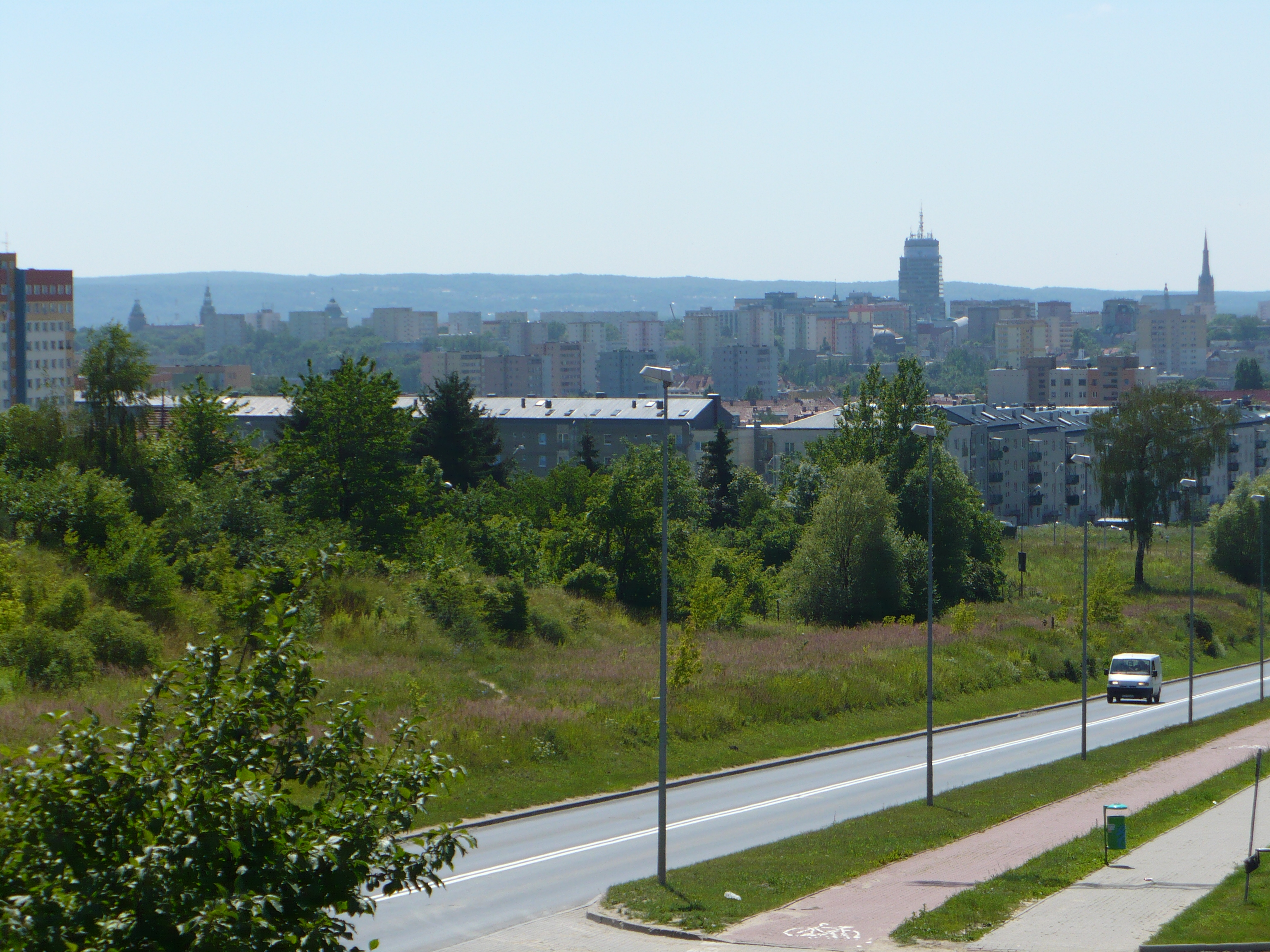
Panorama z ul.Duńskiej